# Carl Reuter (Politiker)

Carl Reuter (um 1934)

Carl Reuter (* 30. Januar 1900 in Monschau; † 1. August 1979 in Much) war ein deutscher Politiker (NSDAP) und zwischenzeitig Mitglied des Reichstags.

## Leben
Nach dem Besuch von Gymnasien in Bonn, Euskirchen und Aachen sowie der Teilnahme am Ersten Weltkrieg studierte Carl Reuter ab 1919 an der Abteilung für Bauwesen an der Technischen Hochschule Aachen. Das Staatsexamen legte er 1925 ab. Anschließend arbeitete er in der Stadtverwaltung Aachen, aus der er 1928 entlassen wurde. Danach war er bis 1931 arbeitslos. Bereits zum 1. Dezember 1928 war Reuter in die NSDAP (Mitgliedsnummer 107.290) und ein Jahr später in die SA eingetreten, in der er zuletzt den Rang eines SA-Scharführers innehatte.
Ab dem 1. Juni 1929 war er hauptberuflich bei der NSDAP tätig und trat als Gauredner für diese auf. Hinzu kamen Aufgaben als Ortsgruppenleiter und seit 1931 als Kreisleiter in Stolberg. Am 12. März 1933 wurde Reuter Kreistagsabgeordneter. Außerdem wurde er Mitglied des Kreisausschusses, Kreisdeputierter von Aachen-Land und Provinziallandtagsabgeordneter im Rheinland. 1932 wechselte er von der SA zur SS. Von November 1933 bis März 1936 saß Reuter als Abgeordneter für den Wahlkreis 20 (Köln-Aachen) im nationalsozialistischen Reichstag.
Nach einer Wirtshausschlägerei mit Körperverletzung wurde er zum Jahreswechsel 1935/36 als Kreisleiter im Kreis Aachen-Land abgelöst und mit einer Verwarnung von allen Parteiämtern abgezogen. Im Mai 1936 wurden diesbezügliche Ermittlungen eingestellt und Reuter wurde Bauführer beim Landesbauamt Köln sowie Beauftragter der NSDAP zur Durchführung des neuen Gemeindegesetzes und für die Ämter des Kreises Aachen-Land.
Es folgten Tätigkeiten bei der Deutschen Arbeitsfront bis 1945, ab 1937 als Abteilungsleiter bei der Gauleitung Köln-Aachen, durch welche er 1940 uk gestellt wurde. 1942 wurde er mit dem Kriegsverdienstkreuz II. Klasse ausgezeichnet und erreichte in der Struktur der NSDAP zuletzt den Rang eines Gemeinschaftsleiters (= Hauptmann). Auch war er Mitglied der NSV.
Nach seiner Gefangennahme wurde er bis 1947 interniert und mit provisorischer Einstufung in Kategorie III des Entnazifizierungsverfahrens entlassen. Im April 1949 stufte ihn der Entnazifizierungsausschuß Kreis Aachen-Land endgültig in die Kategorie IV ein. Danach lebte Reuter in Nümbrecht und Much, wo er 1979 starb.